# Tivadar Kormos
Dans le nom hongrois Kormos Tivadar, le nom de famille précède le prénom, mais cet article utilise l’ordre habituel en français Tivadar Kormos, où le prénom précède le nom.
Tivadar Kormos (Győr, 10 novembre 1881 - Budapest, 25 août 1946) est un géologue, paléontologue et spéléologue hongrois.

## Carrière
Tivadar Kormos suit à l'Université de Budapest des études de droit pendant une courte période, puis de géologie et de biologie. Il obtient un doctorat en 1906, puis est professeur assistant au département de géologie. De 1908 à 1919 il est géologue à l'Institut de géologie, en 1914 il est professeur d'université invité (egyetemi magántanár), mais il est suspendu de ses fonctions en raison de sa prise de position en faveur de la République des conseils de 1919, et mis à la retraite en 1922. Ayant toujours la possibilité d'exercer dans le privé, dans les années 1930 il est géologue dans de grandes compagnies hongroises d'extraction de charbon (Magyar Általános Kőszénbánya) et d'aluminium (Magyar Alumíniumipar Rt.).

## Travaux scientifiques
Ses recherches portent sur la faune d'escargots et coquillages du Quaternaire en Hongrie, puis sur les mammifères éteints du Quaternaire (également en Anatolie et en Grèce au début des années 1910), ce qui le mène aussi à la paléoanthropologie.
En 1909, il fouille le site du Paléolithique moyen de Tata, où il trouve un foyer et de petits outils de l'homme de Néandertal, et en 1914-1915 le site magdalénien de la cavité de Pilisszántó (Pilisszántói-kőfülke),
dont il étudie la faune d'une façon déjà très moderne (statistique variationnelle).
Il participe à la première expédition de recherche hongroise dans l'Adriatique en 1913, et à l'expédition dans les Balkans de 1917-1918.
Dans le domaine de la paléontologie des vertébrés, il étudie surtout la faune de crevasse du site de Betfia près de Nagyvárad (aujourd'hui Oradea), puis la faune du massif de Villány, déjà connue depuis Salamon János Petényi mais constamment complétée par la découverte de nouveaux sites. Des années 1910 à la fin des années 1930, ses publications, groupées généralement par unité taxonomique, décrivent toute une série de nouvelles espèces et de nouveaux genres de mammifères. Il est connu comme le premier à avoir travaillé sur la série classique d'association de mammifères présente au massif de Villány en interprétant correctement la situation évolutive entre Pléistocène inférieur et supérieur, et le premier à reconnaître dans la faune du massif de Villány non seulement l'importance évolutive des mammifères mais également celle des oiseaux.